# Hyposidra innotata
Hyposidra innotata là một loài bướm đêm trong họ Geometridae.